# Фразеологізм
Фразеологізм — семантично пов'язане сполучення слів, яке, на відміну від подібних до нього за формою синтаксичних структур (висловів або речень), не виникає в процесі мовлення відповідно до загальних граматичних і значеннєвих закономірностей поєднання лексем, а відтворюється у вигляді усталеної, неподільної, цілісної конструкції. Ще його називають «Крилатим висловом».
Є ще таке визначення: «Під фразеологізмом у Словнику прийнято розуміти мовну одиницю, що виражає специфічне фразеологічне значення, створюване здебільшого внаслідок метафоричного переосмислення вільного словосполучення, граматичні категорії і має постійний, відтворюваний за традицією склад компонентів,  які втратили лексичну самостійність, а також є членом речення.»
Інше визначення: фразеологізми (фразеологічні звороти) — стійкі (усталені) словосполучення, які сприймаються як єдине ціле і вживаються носіями мови в усталеному оформленні.
Фразеологізм як найскладніша номінативна одиниця передає поняття через його прикметні ознаки або метафору, додає образності, оцінності. Означаючи предмет або особу, ознаку, дію, спосіб дії тощо, фразеологізм здебільшого дає ще додаткову інформацію про них . Окрім того, фразеологічне вираження, порівняно з лексичним, набагато експресивніше, оскільки має образний або порівняльний характер .
Розрізняють три типи фразеологізмів:
- Фразеологічні зрощення.
- Фразеологічні єдності.
- Фразеологічні сполучення.

## Фразеологізми в українській мові

### Класифікація фразеологізмів за походженням
1. Сільськогосподарські та інші трудові процеси: варити воду (з когось), з одного тіста, орати перелоги, прокладати першу борозну, попускати віжки, повертати голоблі;
2. Різні виробництва, ремесла:
  1. ткацько-прядильного: розплутувати вузол, де тонко, там і рветься, розмотати клубок;
  2. кравецького: білими нитками шите, на живу нитку, як з голочки;
  3. ковальського: брати в лещата, міжозирі, між молотом і ковадлом, міцного гарту;
3. народні звичаї та обряди: давати гарбуза, облизати макогона, як засватаний;
4. вірування та магічні дії: напускати ману, замовляти зуби, як рукою зняло, встати на ліву ногу, виносити сміття з хати;
5. усталені казкові звороти: на щуче веління, за тридев'ять земель, тримати за хвіст жар-птицю, скоро казка мовиться;
6. картярські ігри: ставка бита, при пікових інтересах, козирний туз;
7. ознаки та дії, пов'язані зі світом звірів і птахів: заяча душа, хитрий лис, кіт наплакав, показувати пазурі, птах високого польоту, розправляти крила, звити гніздо, курям на сміх.
8. іншомовні запозичення, інтернаціональні звороти: буря в склянці води, перейти Рубікон, дамоклів меч, драконівські закони, вогонь Прометея тощо. До найважливіших джерел таких сталих словосполучень належать античні міфи. Запозичені фразеологізми часто вживають без перекладу: нім. Sturm und Drang — «буря і натиск» — час бурхливого розвитку, піднесення; італ. Finita la commedia — комедія скінчилася; франц. Idee fix — ідея фікс, la lune de miel — медовий місяць, англ. time is money — час — це гроші.
9. біблійного походження: око за око, наріжний камінь, Содом і Гоморра, Альфа і Омега, у поті чола, друге пришестя, голос волаючого в пустелі, земля обітована, камінь спотикання, вавилонська вежа, вавилонське стовпотворіння тощо.

### Фразеологізми в українській літературі
- «Він відразу запалився бажанням вилити хоч раз перед живою, чужою людиною свою душу» (Степан Васильченко)
- «А мені так і кортить розпитати про Марію, так і крутиться на язиці ймення її, та ніяково розпитувати» (Михайло Коцюбинський)
- «З перших же днів закохався в неї, як сам признався собі, по самі вуха» (Андрій Головко).

## Словники фразеологізмів української мови
- Словник фразеологічних антонімів української мови. В. С. Калашник, Ж. В. Колоїз. Київ, 2004
- Словник фразеологізмів української мови. Київ, 2003
- Ужченко В. Д., Ужченко Д. В. Фразеологічний словник української мови. Київ, 1998
- Фразеологічний словник української мови. Книга 1 та 2. [Архівовано 31 грудня 2018 у Wayback Machine.] Редакційна колегія Л. С. Паламарчк (голова), В. М. Білоноженко, В. О. Винник, І. С. Гнатюк, В. В. Дятчук, Л. А. Юрчук. Київ, 1993
- Словник фразеологічних синонімів. Коломієць Н. Ф., Регушевський Е. С. Під ред. В. А. Винника. Київ, 1988